# 建稲種命
建稲種命（たけいなだねのみこと）は、古墳時代の豪族・尾張国造の一人。『古事記』では建伊那陀宿禰（たけいなだのすくね）とも称する。

## 概要
父は尾張国造・乎止与命、母は眞敷刀婢命（尾張大印岐の女）で、宮簀媛は妹。妃の玉姫（丹羽氏の祖大荒田命の女）との間に二男四女がある。息子尻綱根命は応神天皇の大臣。その下の娘志理都紀斗売は五百城入彦皇子（景行天皇皇子）の妃で、品陀真若王の母。更にその下の娘金田屋野姫命は品陀真若王の妃で、応神天皇の皇后仲姫命及び2人の妃の母。
景行天皇と成務天皇の二代の間、朝廷に仕え、ヤマトタケル東征の際、副将軍として軍を従え、軍功を挙げたとされる。熱田神宮・内々神社・幡頭神社・羽豆神社・成海神社・尾張戸神社・八雲神社などに祭られている。

## 系譜
- 父：乎止与命（天火明命の子孫）
- 母：眞敷刀婢命（大印岐の女）
- 妹：宮簀媛（日本武尊の妃）
- 妃：玉姫（大荒田命の女）
  - 尾綱根命
  - 志理都紀斗売（五百城入彦皇子の妃）
    - 品陀真若王

  - 金田屋野姫命（品陀真若王の妃）
    - 高城入姫命（応神天皇の妃）
    - 仲姫命（応神天皇の皇后、仁徳天皇の母）
    - 弟姫命（応神天皇の妃）